# Proterebia phegea
Proterebia phegea är en fjärilsart som beskrevs av Moritz Balthasar Borkhausen 1805. Proterebia phegea ingår i släktet Proterebia och familjen praktfjärilar. Inga underarter finns listade i Catalogue of Life.